# Susanna Eises
Susanna Eises, née 18 janvier 1991, est une footballeuse internationale namibienne, membre de l'équipe de Namibie féminine de football où elle évolue au poste de gardien de but. Elle a participé au Championnat d'Afrique féminin de football 2014, jouant pour la Namibie. Elle joue en club pour Khomas Nampol ladies FC en Namibie.